# Frättingsdorf

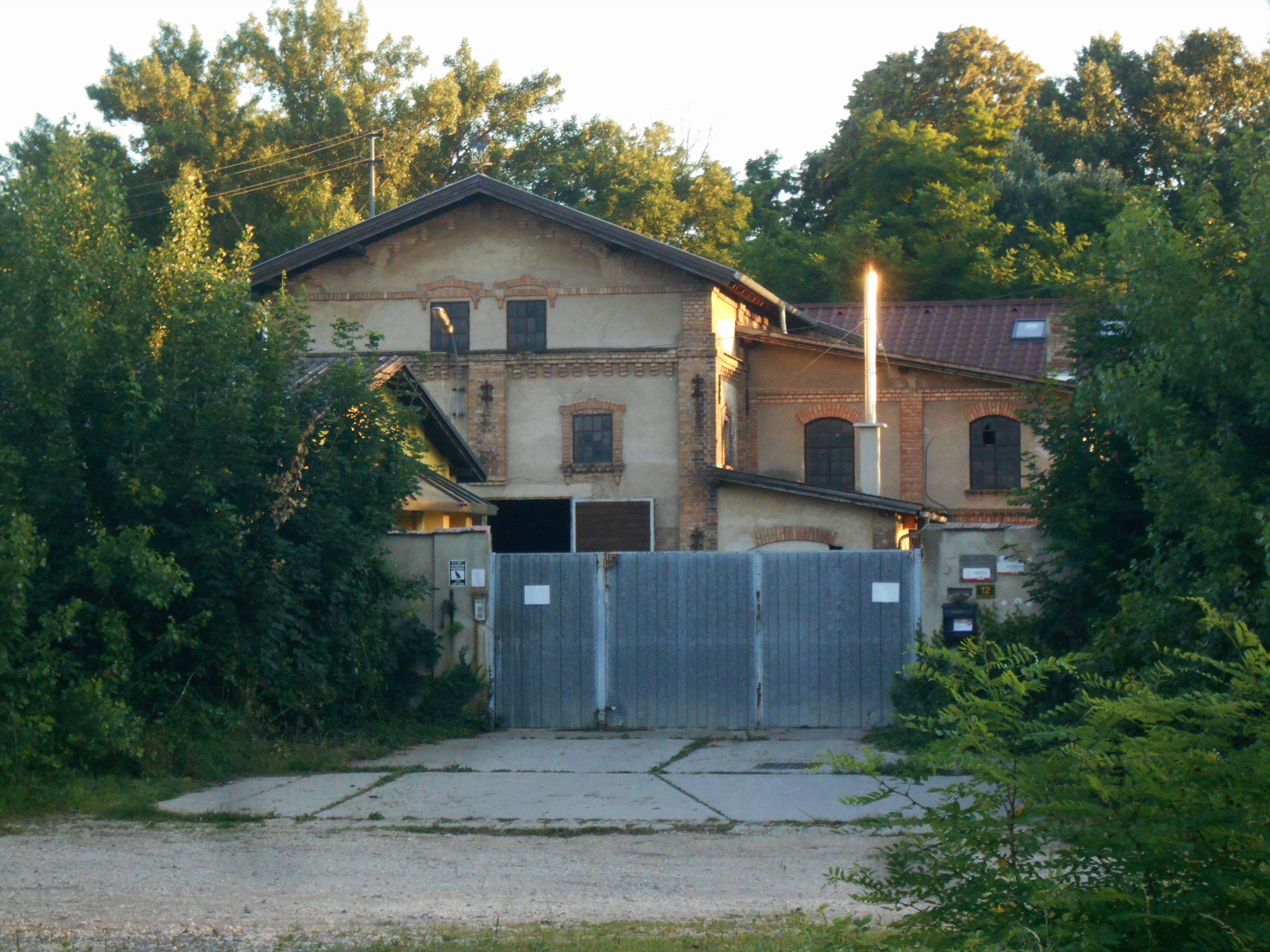
Ehemaliges Betriebsgebäude der Ziegelei

Frättingsdorf (auch Frätting) ist eine Ortschaft und eine Katastralgemeinde der Gemeinde Mistelbach im Bezirk Mistelbach in Niederösterreich.
Frättingsdorf wurde mit Stichtag 1. Jänner 1972 im Zuge einer Gemeindezusammenlegung nach Mistelbach eingemeindet. An diesem Tag kamen auch Hörersdorf, Eibesthal, Hüttendorf, Kettlasbrunn, Paasdorf und Siebenhirten zu Mistelbach.

## Geografie
Östlich der Mistelquelle liegt das von der Staatzer Straße über die Landesstraße L3083 erreichbare Dorf, das vor allem durch die ehemalige Ziegelei Steingassner bekannt ist. Der Ortskern und die Ziegelei werden von der Mistel, auch Mistelbach genannt, durchflossen, bevor sie sich nach Süden wendet und den Mistelbacher Gemeindeteil Hörersdorf erreicht.

## Geschichte
Im Jahr 1142 wird Frättingsdorf erstmals als Besitz von Gerold von Fratigesdorf urkundlich erwähnt.
Frättingsdorf entwickelte sich nach 1870 stark, nachdem der Ort über die heutige Laaer Ostbahn an die Bahnstrecke Wien–Brno angeschlossen worden war. Martin Steingassner errichtete in den Jahren 1868 bis 1869 in der Nähe der Bahntrasse und des späteren Bahnhofs eine Ziegelei. Sie verfügte über einen Ringofen und wurde in der Folgezeit ständig erweitert. 1890 bis 1892 wurde ein weiterer Ringofen gebaut so, dass die Ziegelei in Frättingsdorf zu den größten in der weiteren Umgebung gehörte. Rund um den Betrieb entstanden Verwaltungsgebäude sowie Arbeiter- und Angestelltenwohnungen. 1973 wurde der Betrieb aufgegeben, die Ringöfen wurden abgerissen. Die Verwaltungsgebäude wurden später restauriert und zu Wohnzwecken umgebaut.
Neben der Ziegelei der Gebrüder Steingassner waren im Jahr 1938 laut Adressbuch von Österreich im Jahr 1938 in der Ortsgemeinde Frättingsdorf ein Bäcker, ein Baumeister, zwei Gastwirte, drei Gemischtwarenhändler, drei Obst- und Gemüsehändler, ein Schmied, zwei Schuster und ein Landwirt mit Ab-Hof-Verkauf ansässig.

## Sehenswürdigkeiten

### Unter Denkmalschutz
- Die barocke Pfarrkirche Frättingsdorf wurde 1731 errichtet und 1949 zur Pfarrkirche erhoben. In der zweiten Hälfte des 20. Jahrhunderts wurde eine Sakristei angebaut.
- Der ehemalige Pfarrhof weist eine Fassade aus der zweiten Hälfte des 19. Jahrhunderts auf und steht ebenfalls unter Denkmalschutz.
- Das Aufnahmsgebäude des Bahnhofs Frättingsdorf wurde 1870 erbaut. Es steht in der Nähe des ehemaligen Geländes der Ziegelfabrik.
- Die Volksschule des Ortes wurde 1893 erbaut. Seit ihrer Schließung im Jahr 1972 dient sie als „Freie Werkstatt“ als Veranstaltungsort für Aktivitäten einzelner Vereine.

### Nicht unter Denkmalschutz
- Auf dem ehemaligen Ziegeleigelände stehen keine Gebäude unter Denkmalschutz. Die Ringöfen und andere Anlagen wurden bereits abgerissen.
- Neben der Siedlung mit dem ehemaligen Wohnhaus erstreckt sich ein Hain mit der Begräbnisstätte der Familie Steingassner.

### Unter Naturschutz
Die Roßweide Frättingsdorf ist ein ca. 4 Hektar großes Wiesengebiet, das im Jahr 1980 zum Naturdenkmal erklärt wurde.

### Kunst im öffentlichen Raum
Beim Mistelursprung in Frättingsdorf wurde das Kunstwerk „Tausammler“ mit geomantischen und ökologischen Bezügen installiert. Durch eine Solarbeleuchtung sind die blauen Skulpturen auch nachts zu besichtigen.

## Persönlichkeiten
- Martin Steingassner (1838–1917), Ziegeleibesitzer, betrieb hier eine große Ziegelei
- Johann Kuba (1900–1948), Eisenbahner, Arbeiterkammerbediensteter und Abgeordneter zum Landtag, wurde im Ort geboren